# Bonneuil, Indre
Bonneuil là một xã tại tỉnh Indre khu vực trung bộ Pháp. Xã này có diện tích 11,41 km², dân số thời điểm năm 2005 là 83 người. Khu vực này có độ cao trung bình 210 mét trên mực nước biển. 
Sông Benaize tạo thành phần lớn ranh giới phía nam của thị trấn.